# Erosión remontante

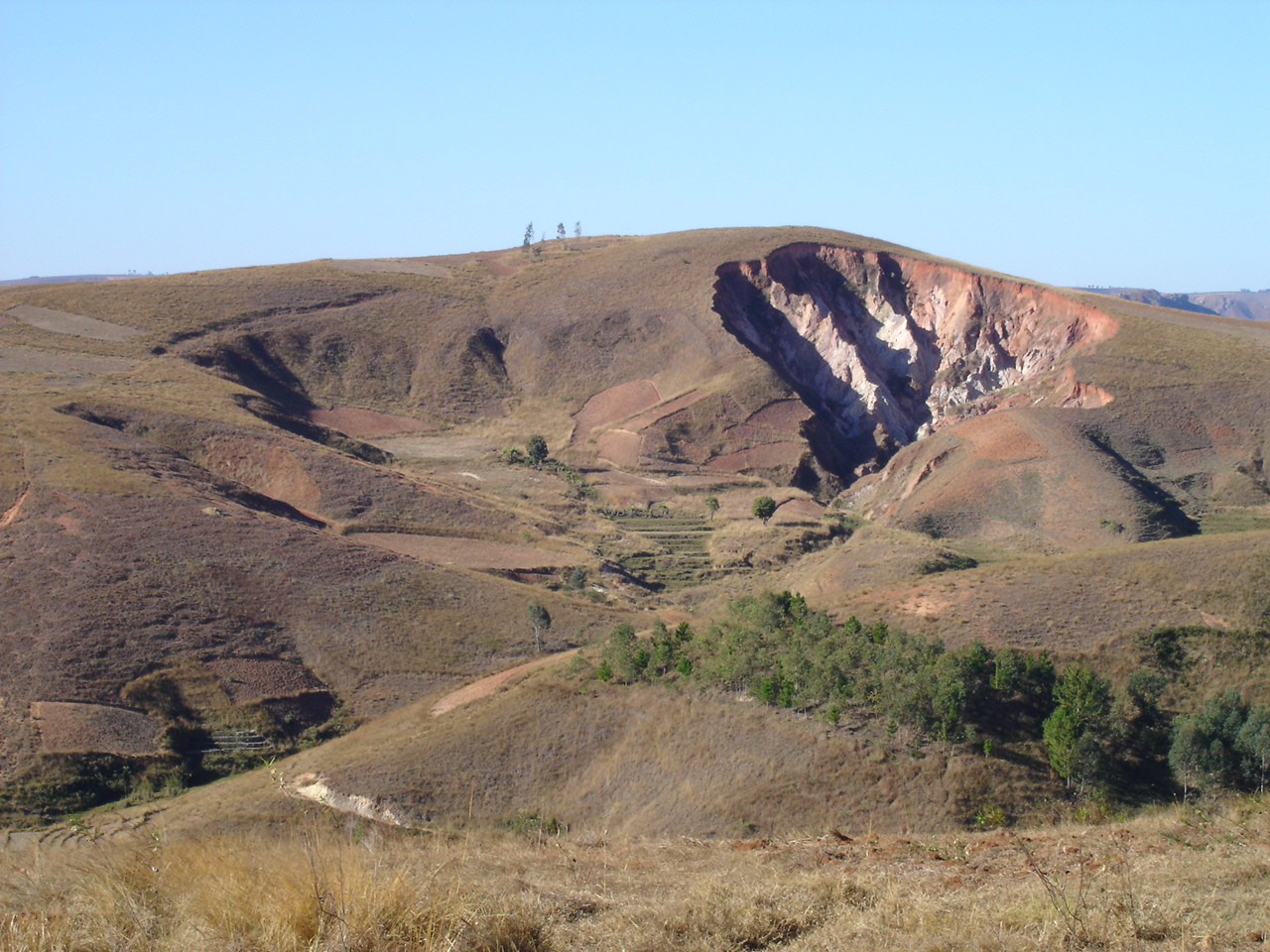
Lavaka (en malgache: agujero) activa en el lado derecho y lavakas anteriores, inactivas, a la izquierda. Este relieve erosivo se produce por erosión remontante de barrancos que drenaban los bordes de la colina inicialmente intacta.

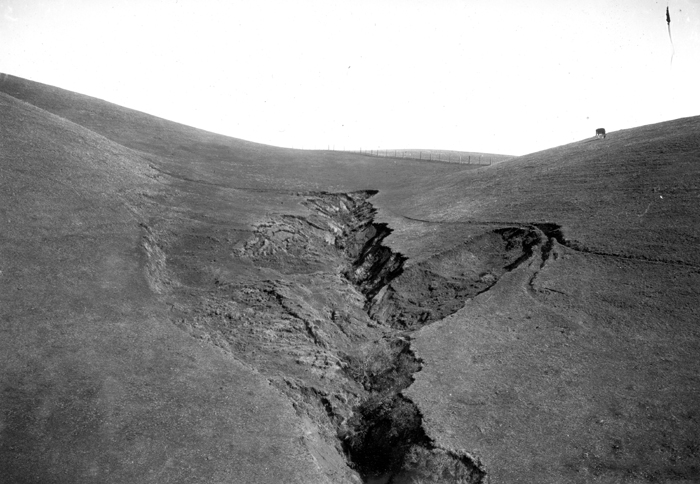
Cerca del mont Tamalpais en California, en 1906; la acción erosiva del agua tiende a remontar a lo largo de la ladera.

Se denomina erosión remontante o regresiva al proceso de propagación de la erosión fluvial hacia la parte alta de ríos o barrancos, llegando incluso a la expansión de una cuenca hidrográfica. La incisión fluvial tiene lugar en las zonas donde hay suficiente área de drenaje (es decir, suficiente escorrentía) y se forma un cauce capaz de arrastrar grava y rocas. Al incidir en la roca, el cauce genera una mayor pendiente con respecto a la parte inmediatamente superior de la cuenca de captación, lo cual favorece la propagación de la incisión aguas arriba. 
Se produce por lavado pluvial, embarrancamiento (gullying), sapping y la caída de material en la cabecera del valle en proceso de crecimiento.
Si la pendiente o la precipitación es más abundante en un lado de la divisoria de aguas entre dos cuencas hidrográficas, entonces la incisión de los ríos será mayor en ese lado y la cuenca correspondiente ganará progresivamente superficie a la vecina, pudiéndose producir capturas fluviales. 